# Literatura renesansu

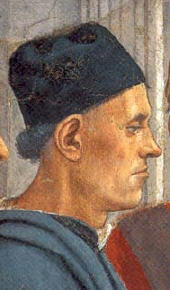
Luigi Pulci

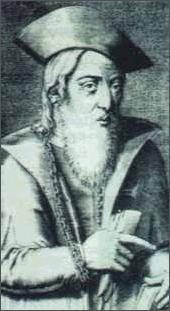
Francisco de Sá de Miranda

Literatura renesansu – ogół dzieł literackich powstałych w epoce zachodnioeuropejskiego renesansu, nazywanego także odrodzeniem, czyli w wiekach od XIV do XVI.

## Początki
O renesansie można bezspornie powiedzieć, że jest tworem włoskim. Italia stanowiła centrum, z którego nowe tendencje artystyczne rozprzestrzeniały się na całą Europę. Najbardziej podatny grunt wpływy włoskie znalazły w krajach romańskich (Francji, Hiszpanii i Portugalii), Anglii i Polsce, jak również Chorwacji (konkretnie w Dubrowniku). Mniejszy odzew napotkały w krajach germańskich, w tym skandynawskich, a znikomy na wschodzie, w sferze kultury bizantyjsko-prawosławnej. Za prekursora renesansu w literaturze uważany jest Dante Alighieri, mimo że jest on największym poetą średniowiecza. Faktem jest, że Dante wytyczył kierunek rozwoju literatury włoskiej, która usamodzielniła się jako pełnoprawna tradycja literacka, niezależna od piśmiennictwa łacińskiego. Faktem jest również to, że Dante, jako najwybitniejszy poeta włoski, pozostał patronem dla twórców następnych wieków, którzy nie zamierzali się odżegnywać od naśladownictwa jego dzieł. Mniej wątpliwości budzi zaliczanie do renesansu poezji lirycznej Francesca Petrarki i nowelistyki Giovanniego Boccaccia, choćby dlatego, że ci autorzy stosowali niezwykle później popularne w renesansie gatunki – sonet i nowelę. Boccaccio wprowadził też do powszechnego użytku oktawę, strofę ośmiowersową rymowaną abababcc, bez której trudno wyobrazić sobie epikę europejskiego odrodzenia. Za twórców dojrzałego renesansu uważa się poetów Luigiego Pulciego i Mattea Boiarda. Obaj uprawiali wielką epikę wierszowaną. Pierwszy jest autorem poematu Morgante, a drugi eposu Orlando innamorato (Orland zakochany). Do dzieł Pulciego i Boiarda nawiązywali najwięksi epicy, Ludovico Ariosto, autor eposu Orlando Furioso (Orland szalony) i Torquato Tasso, twórca epopei Gerusalemme liberata (Jerozolima wyzwolona), w Polsce znanej również jako Gofred, abo Jeruzalem wyzwolona. W renesansie rozkwitła twórczość sonetystyczna. Gatunek ten, wynaleziony najprawdopodobniej w XIII wieku przez Giacoma da Lentini, a rozwinięty przez Dantego, Guida Cavalcantiego i Petrarkę, był podejmowany przez wielu poetów włoskich i europejskich. Sonety pisał między innymi Michał Anioł Buonarroti, szerzej znany jako rzeźbiarz, malarz i architekt. Do Portugalii przeniósł sonet Francisco de Sá de Miranda, autor między innymi wiersza O sol é grande, caem co’a calma as aves. W Hiszpanii posługiwał się nim Juan Boscán. W Anglii pierwsze sonety pisali Thomas Wyatt i Henry Howard. Za to w literaturze polskiej sonet włączyli do swojego repertuaru w drugiej połowie XVI wieku Jan Kochanowski, Mikołaj Sęp Szarzyński i Sebastian Grabowiecki. Sonet początkowo realizujący model dziś nazywany włoskim, przekształcał się, zwłaszcza we Francji i Anglii, dając sonet francuski (marotyczny), sonet spenserowski, sonet barnfieldowski i sonet szekspirowski. Sęp-Szarzyński stosował model francuski, natomiast Grabowiecki pozostał wierny modelowi włoskiemu.

## Dojrzały renesans

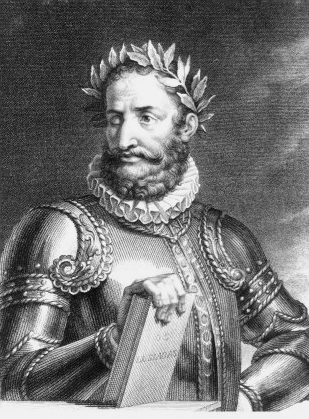
Luís Vaz de Camões

Centralne miejsce w dorobku poezji renesansu zajmuje epos. Wysoka ranga eposu wynika z naśladowania wzorów starożytnych. Najważniejszymi eposami w literaturze włoskiej są wspomniane dzieła Ariosta i Tassa. Istnieje jednak wiele innych obszernych poematów epickich. Na przykład Modesta Pozzo, znana jako Moderata Fonte, napisała epos Floridoro. W literaturze portugalskiej najsłynniejszym eposem są Luzjady Luísa de Camõesa, na wspomnienie jednak zasługuje też epopeja Ulisseja, czyli założenie Lizbony Gabriela Pereiry de Castro, która podobnie jak Eneida Wergiliusza opowiada o narodzinach narodu. W literaturze hiszpańskiej wyróżnia się epos Araukana Alonsa de Ercilla y Zúñiga, opowiadający o wojnie konkwistadorów z Indianami, uznawany za epopeję narodową przez mieszkańców Chile. Ważnym dziełem jest też Bernardo Bernarda de Balbuena. Eposy renesansowe w literaturach śródziemnomorskich są z reguły pisane oktawą. Natomiast w literaturze angielskiej stosowano nadal strofę królewską (ababbcc), zaś Edmund Spenser wynalazł własną formę, dziewięciowersową zwrotkę nazywaną dziś na jego cześć strofą spenserowską, rymowaną ababbcbcc. Wspomnianego dziewięciowiersza Spenser użył w ogromnym poemacie The Faerie Queene (Królowa wieszczek), natomiast strofą królewską zostało ułożone umoralniające dzieło Zwierciadło dla zarządzających.

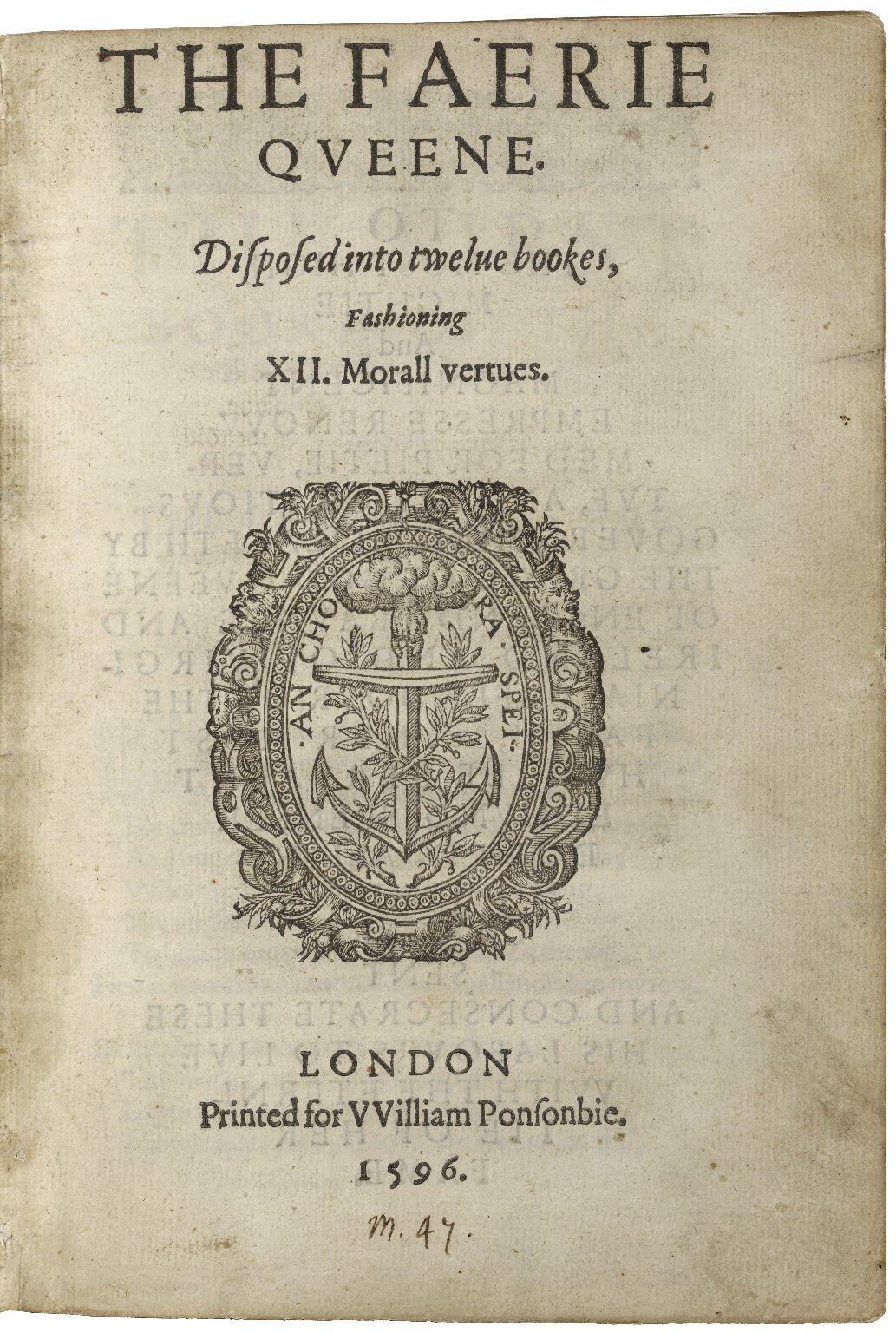
Strona tytułowa Królowej wieszczek Edmunda Spensera

Ważnym zjawiskiem w renesansie była sonetystyka. Sonety pisali niemal wszyscy, łącząc je nierzadko w długie cykle. W Anglii Spenser napisał cykl Amoretti, a Philip Sidney sekwencję Astrophil and Stella (Astrofel i Stella). W Portugalii autorem wielu sonetów był wspomniany Luís de Camões. Pisał je także António Ferreira. W Hiszpanii w sonetach celował Garcilaso de la Vega. Tworzył je również Lope de Vega, któremu przypisuje się, zapewne z przesadą, nawet trzy tysiące tych liryków. Lope ułożył także sonet o pisaniu sonetu: Un soneto me manda hacer Violante.

## Epoka elżbietańska

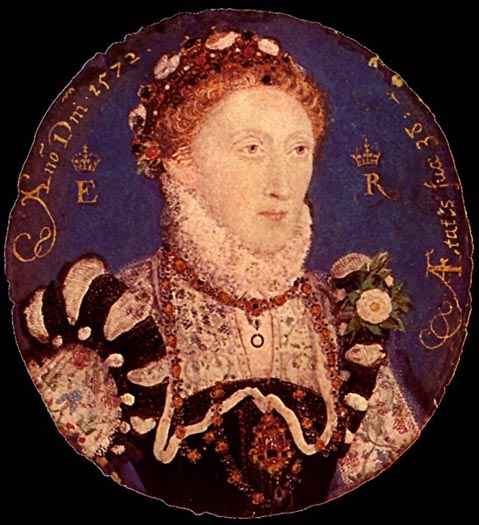
Królowa Elżbieta I Wielka, malował Nicholas Hilliard

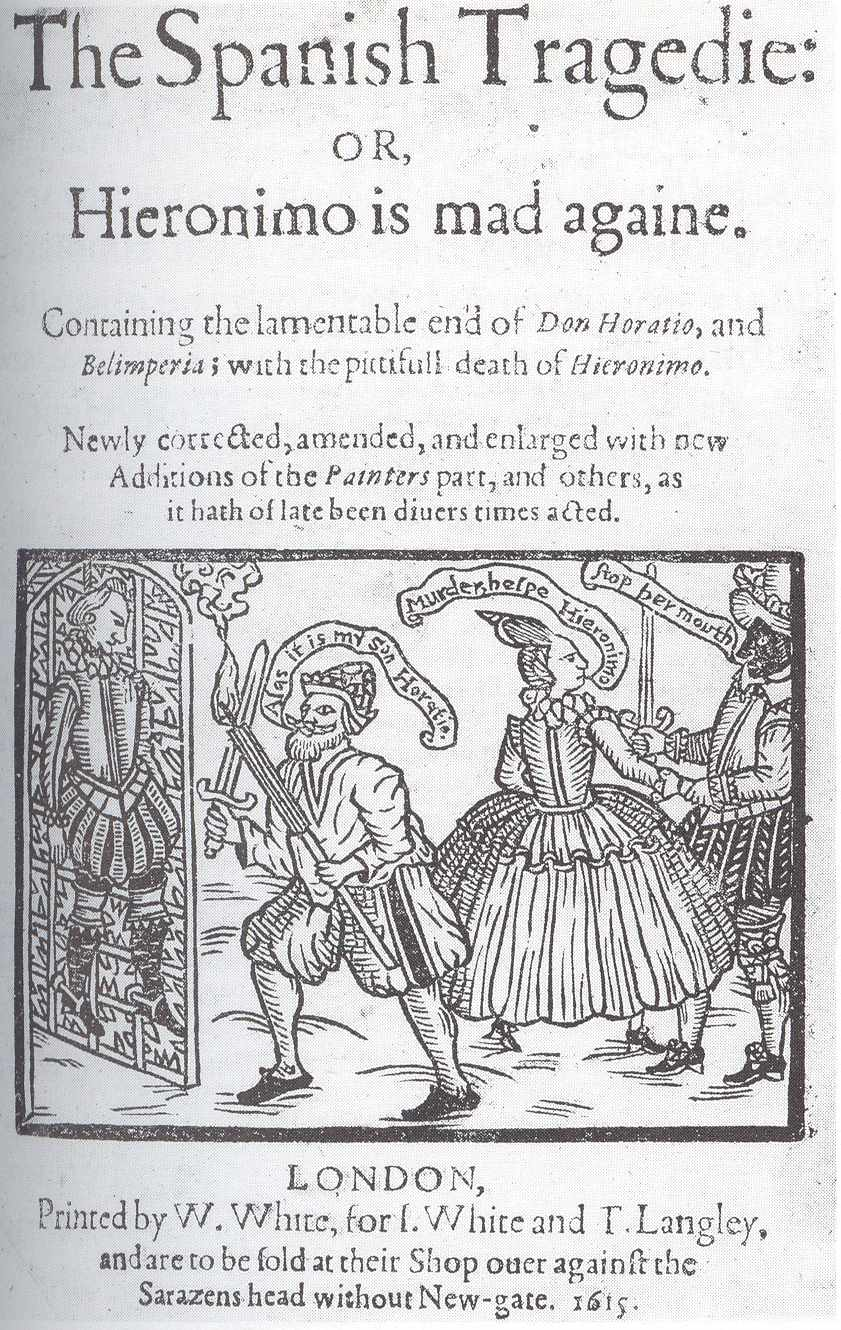
Strona tytułowa Tragedii hiszpańskiej Thomasa Kyda

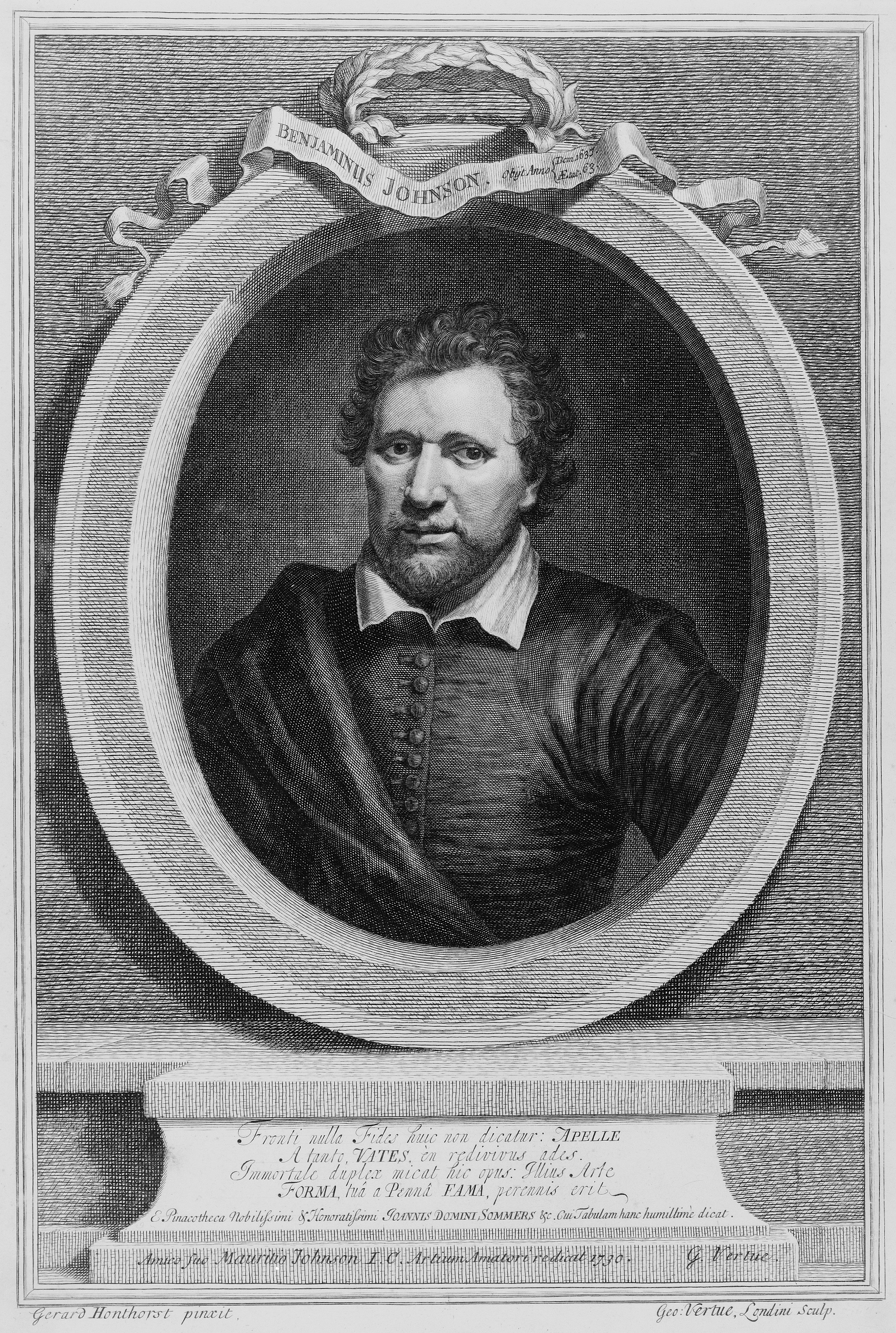
Ben Jonson, grafika George’a Vertue

W odniesieniu do literatury angielskiej renesans utożsamia się niekiedy z epoką elżbietańską. Jest to o tyle nieścisłe, że trwające 44 lata panowanie królowej Elżbiety I Wielkiej nie pokrywa się w pełni z renesansem, który rozciąga się na lata, gdy na tronie Anglii zasiadali władcy z walijskiej dynastii Tudorów Henryk VIII, Edward VI, Maria Krwawa i sama Elżbieta, jeśli nie liczyć tygodniowej królowej Joanny Grey. Zjawiska typowe dla panowania Elżbiety trwały zresztą za czasów jej następców aż do wojny domowej. Literacki renesans w Anglii rozpoczęli przywołani już Wyatt i Howard (Surrey). Zasługą tego ostatniego było wynalezienie blank verse'u, czyli nierymowanego pentametru jambicznego. Kontynuowali Spenser i Sidney. W dziedzinie prozy ważnym nurtem był eufuizm, czyli styl bogato ornamentowanej (między innymi aliteracjami) prozy. Zalicza się do niego między innymi sielanka Thomasa Lodge'a
Najistotniejszym zjawiskiem epoki był jednak niezwykły rozwój dramatu. Należy pamiętać o tym, że William Szekspir był jednym z wielu autorów piszących dla teatru, najwybitniejszym wprawdzie, ale nie pierwszym i nie ostatnim. Momentem przełomowym w rozwoju sceny angielskiej było wystawienie Tragedii hiszpańskiej Thomasa Kyda, które nastąpiło prawdopodobnie na krótko przed 1588 rokiem. Opierając się na zworach senekańskich Kyd zapoczątkował nowy gatunek – tragedię zemsty. Sztuki tego nurtu są pełne niskich namiętności, zbrodni, okrucieństw, szaleństwa prawdziwego lub udawanego, intryg i podstępów, wreszcie śmiercionośnych ciosów sztyletu, wieńczących długi wysiłek na drodze do zemsty, będącej motorem działań bohaterów.
Silne żądze kierują postępowaniem bohaterów u następnego wybitnego przedstawiciela sceny elżbietańskiej – Christophera Marlowe’a. Marlowe był autorem między innymi sztuk Tamerlan Wielki, Tragiczne dzieje doktora Fausta, Żyd z Malty, Edward II i Masakra w Paryżu. Równocześnie z Marlowem karierę dramatopisarską rozpoczął Szekspir i wcale nie było oczywiste, że to on zostanie najwybitniejszym tragikiem wszech czasów. Szekspir, podobnie jak inni twórcy, pisał tragedie, komedie i kroniki dramatyczne. Do tych ostatnich należą trzyczęściowy Henryk VI, dwuczęściowy Henryk IV, Henryk V i Ryszard III. Do najsłynniejszych komedii Szekspira zaliczają się Sen nocy letniej, Jak wam się podoba, Wiele hałasu o nic, Zimowa opowieść i Burza. Utworem stojącym na pograniczu komedii i tragedii jest mroczna sztuka Miarka za miarkę.
Za największe osiągnięcia Szekspira uchodzą tragedie: Hamlet, Makbet, Romeo i Julia, Król Lear, Juliusz Cezar, Antoniusz i Kleopatra, Tymon Ateńczyk i Koriolan. Zasług Szekspira nie umniejsza nawet to, że Hamlet jest najprawdopodobniej przeróbką sztuki nazywanej Pra-Hamlet lub Ur-Hamlet, napisanej najprawdopodobniej przez wspomnianego Thomasa Kyda.
Największym konkurentem i surowym krytykiem, choć zarazem kompanem Szekspira, był znakomity komediopisarz Ben Jonson, autor takich sztuk jak Volpone, albo lis, Alchemik, Bartłomiejowy jarmark i Każdy w swoim humorze. Trzeba zaznaczyć, że elżbietańska publiczność chodziła tłumnie do teatrów nie tylko na sztuki Szekspira, ale również na masową produkcję autorów takich jak Thomas Dekker, Thomas Heywood, Francis Beaumont, John Fletcher, Thomas Middleton i William Rowley. Wybitnymi twórcami schyłku epoki elżbietańskiej byli John Ford i John Webster, odwołujący się do tradycji krwawych tragedii w stylu Kyda.

## Manieryzm
Schyłkową fazę renesansu nazywa się manieryzmem, choć niektórzy używają tego terminu na określenie każdego końcowego okresu jakiegokolwiek stylu (na przykład gotyckiego), charakteryzującego się skomplikowaniem reguł kompozycyjnych i bogatym, być może nawet nadmiernym, zdobnictwem. O rozumieniu pojęcia manieryzmu pisał Ernst Robert Curtius. Do zjawisk manierystycznych można zaliczyć na przykład wspomniany już eufuizm. Najogólniej mówiąc, manieryzm to albo końcowa faza renesansu, albo etap pośredni między renesansem a barokiem, albo sam barok, uważany za naturalną kontynuację renesansu, a nie diametralnie różny od niego kierunek. Za twórcę manierystycznego uważa się czasem Jana Amosa Komenskiego, jako autora opowieści alegorycznej Labyrint světa a ráj srdce (Labirynt świata i raj serca). W innych opracowaniach ten autor określany jest jednak mianem barokowego. Głównym twórcą i teoretykiem manieryzmu był hiszpański jezuita Baltasar Gracián, autor między innymi dzieła Sztuka Doczesnej Mądrości. Te rozbieżności terminologiczne można wyjaśnić tym, że w niektórych krajach (na przykład w Czechach) określenie barokowy miało wydźwięk pejoratywny i kojarzyło się z kontrreformacją. Należy też pamiętać, że podział na epoki literackie po pierwsze jest z reguły nieostry, a po drugie, że przebiega często przez twórczość danego autora. Niezależnie od używania tego czy innego terminu, można uznać za pewnik, że twórczość na przykład Mikołaja Sępa-Szarzyńskiego lub Sebastiana Grabowieckiego stoi na pograniczu renesansu i baroku, wykazując cechy charakterystyczne obu prądów.